# Чон Юнхо
Чон Юнхо (кор. 정윤호/鄭允浩, известен под сценическим именем Юно Юнхо; 6 февраля 1986, Кванджу Южная Корея) — корейский певец, модель и актёр, лидер дуэта DBSK.Он находится под музыкальным лейблом SM Entertainment в Южной Корее, в Японии под лейблом Avex Trax.

## Биография
Юнхо родился и вырос в Кванджу (Южная Корея). У него есть младшая сестра по имени Чжихе (Ji-hye). Он начал танцевать в 7-м классе. В своей школе он создал танцевальную команду, с которой участвовал в танцевальных соревнованиях. Бизнес его семьи шёл плохо, и Юнхо пришлось уехать из дома и заняться подработкой, чтобы дать возможность сестре получить образование. В это время он учился в 9-м классе, и ему порой приходилось ночевать под вокзальным мостом, когда у него не было денег на транспорт до дома. Иногда ему даже приходилось сдавать бутылки и посыпать зимой снег антигололёдным покрытием.
Когда ему было 13 лет, он попал в SM Entertainment, выиграв танцевальное соревнование. До дебюта в 2003 году, Юнхо снялся в клипе" Diamond" певицы Даны как рэпер и бэк-танцор.
Он говорит, что выбрал своё сценическое имя U-Know (с англ «You know» — «Ты знаешь») потому что, как лидер группы, он хочет понимать каждого как «Я знаю тебя.» и «Я знаю, что вы знаете, что я знаю вас, чтобы вы знали, что я знаю, что мы знаем друг друга».
Юнхо — лидер группы DBSK. Он обеспечил себе место в группе, выиграв танцевальное соревнование. Он был вторым участником, присоединившимся к DBSK.

## Музыкальная карьера
На The 2nd Asia Tour Concert 'O' Юнхо исполнил песню своего сочинения под названием «Spokesman».
Он, и Микки Ючхон так же исполнили рэп-партии в песне «Heartquake» для третьего альбома Sorry, Sorry группы Super Junior.
Во время Tohoshinki 4th Live Tour 2009: The Secret Code в Токио Дом (Япония), Юнхо исполнил песню собственного сочинения «Checkmate».
В феврале 2010 было объявлено, что Юнхо выступит в корейской части посмертного концерта This Is It Майкла Джексона. Он тренировался в Лос-Анджелесе и Лас-Вегасе с Genevieve Cleary, Morris Pleasure, и прочими творческими лицами, которые тесно сотрудничали с Джексоном. Это первый проект совместного производства Кореи и США
Юнхо и Макс Чханмин, продолжившие деятельность группы DBSK в составе дуэта, приняли участие в SM Town World Tour, который стартовал в августе 2010 года. Дуэт исполнил новую песню «Maximum» и «Why».
25 мая 2015, было объявлено, что Юнхо выпустит свой первый японский мини-альбом U Know Y, состоящий из семи треков. Мини-альбом был выпущен 8 июля 2015 года.

## Карьера актёра
Юнхо появился на двух телевизионных шоу с четырьмя участниками, Banjun Theater и Vacation.
В 2006 году Юнхо был приглашён в качестве гостя в Rainbow Romance.
Ночью 14 октября 2006 года Юнхо был госпитализирован с отравлением. Одна из анти-поклонниц добавила в его воду суперклей. Юнхо был срочно отправлен в больницу и не мог некоторое время работать. Девушка, подсунувшая бутылку, созналась на следующий же день и была задержана 16 октября. Она являлась членом анти-DBSK сайта более двух лет. Юнхо, у которого была младшая сестра того же возраста, что и преступница, связался с полицией и попросил не выдвигать обвинения против девушки, несмотря на потенциально серьёзные последствия того, что она сделала. Он отметил, на телевизионном шоу в то время как после того как он пришёл в себя, что все это «повлияло [на него] больше морально, чем физически».
В июле 2009 года Юнхо снялся в главной роли в дораме «Точный пас» (хангыль: 맨땅에 헤딩) для канала MBC.
В сентябре 2010, он стал приглашённой звездой для Korea Tourism Promotional Movie «Хару. Незабываемый день в Корее».
В ноябре 2010 года было объявлено, что Юнхо примет участие как актёр второго плана в дораме Посейдон.
С ноября 2012 года по январь 2013 Юнхо снялся в своём втором мюзикле Gwanghwamun Sonata.
Юнхо также снялся в фильме «Chorus City», который был показан в Корее на EXPO 2010 Shanghai China

## Работы

### Актёр
- 2005 Nonstop 6 (Rainbow Romance)
- 2006 SBS’s Banjun Theater: Tokyo Holiday
- 2006 SBS’s Banjun Theater: Dangerous Love
- 2006 SBS’s Banjun Theater: Uninvited Guest
- 2006 SBS’s Banjun Theater: The Most Unforgettable Girl in My Life
- 2006 Vacation
- Dating on Earth (Съёмки закончены в 2006, но фильм вышел на экраны в 2010)
- 2009 Heading to the Ground
- 2010 Haru: An Unforgettable Day In Korea
- 2011 Poseidon

### Сольная дискография
- «Сheckmate» (сольное выступление в Миротик-туре 2009 года)
- «Spokesman»
- «Crazy Life» (одна из песен, входящих в одноимённый сингловый диск, составляющий коллекцию из пяти дисков-синглов с общим названием TRICK)
- «Diamond» (рэп в песне Даны)

## Награды
- 1st Annual SM Best Competition — Best Dancing 1st Place